# Expedicionário Alício
Expedicionário Alício é um distrito do município brasileiro de Aimorés, no interior do estado de Minas Gerais. Segundo o censo demográfico de 2022, realizado pelo Instituto Brasileiro de Geografia e Estatística (IBGE), sua população era de 795 habitantes e havia 313 domicílios particulares permanentes ocupados. Possui área de 66,62 km² conforme a Fundação João Pinheiro (FJP).

## História
A localidade era habitada por indígenas denominados botocudos, mais conhecidos como Aimorés. Deu-se o nome de Bambuzinho, por causa da presença da espécie Bambusa textilis encontrada em abundância na região. Posteriormente para Mata Três, quando foi elevado à categoria de vila pela lei estadual nº 336 de 27 de dezembro de 1948, sendo seu território um desmembramento do distrito de Penha do Capim. O novo distrito recebeu este nome em homenagem póstuma a um de seus moradores, que foi integrante da Força Expedicionária Brasileira (FEB), combatendo na Segunda Guerra Mundial, vindo à falecer em combate no dia 14 de abril de 1945, na Batalha de Montese, Itália.

## Demografia
De acordo com a pesquisa censo do Instituto Brasileiro de Geografia e Estatística (IBGE) sua população no ano de 2010 era de 836 habitantes, sendo 415 homens e 421 mulheres, possuindo um total de 351 domicílios particulares. Na última década, devido ao êxodo rural, o crescimento vegetativo do distrito foi negativo na ordem de 7,73% (70 habitantes); no censo 2000 a população era de 906 pessoas residentes.

## Economia
A economia local está voltada para o setor primário, com atividades de agropecuária e fruticultura, destacando-se a criação de gado leiteiro e de corte, e os cultivos de milho, cana-de-açúcar, arroz, manga e banana. Recentemente, tem-se feito avanço na apicultura, com a produção de mel de abelha e derivados.
No ano de 2000 tinha rendimento médio mensal de R$ 300,98 por responsáveis de domicílios.

## Serviços
O distrito conta com um posto de saúde municipal, uma agência comunitária dos Correios, duas escolas públicas (uma municipal de ensino infantil e uma estadual de ensino fundamental e médio: E.E. José Teixeira Franco), duas praças, dois campos de futebol, um parque de eventos, um cartório de registro civil e tabelionato de notas, uma casa de rações e produtos agropecuários, dois beneficiadores de arroz, duas lojas de material de construção, duas oficinas de veículos motorizados, três mercearias, um açougue, um armarinho, uma quitanda, três lanchonetes, uma padaria, um restaurante, uma pousada, dois salões de beleza, uma barbearia, sete bares e sete igrejas.

## Religião
As sete igrejas cristãs locais se dividem entre várias vertentes cristãs, sendo:
- Catolicicismo Romano - Comunidade Nossa Senhora das Dores e Comunidade São Sebastião;
- Protestantismo Reformado - Igreja Presbiteriana (IPB);
- Protestantismo Tardio - Igreja Batista (CBB);
- Irmãos de Plymouth - Igreja Cristã Evangélica (Casa de Oração);
- Pentecostalismo Clássico - Igreja Evangélica Assembleia de Deus (CGADB); e
- Deuteropentecostalismo - Igreja Pentecostal Deus é Amor.

O distrito também possui adeptos do espiritismo e de religiões afro-brasileiras, com cultos sincréticos tais como: umbanda, quimbanda e macumba. Ainda conta com pessoas que se declaram sem filiação religiosa.
Existe na área rural do distrito um grande e antigo templo conhecido por Tattwa, vinculado ao Círculo Esotérico Comunhão do Pensamento, porém se encontra desativado.